# Amtsgericht Hachenburg
Das Amtsgericht Hachenburg war ein Gericht der ordentlichen Gerichtsbarkeit in Hachenburg.
Mit § 12 der Verordnung vom 22. Februar 1867 wurde nach der Annexion Nassaus durch Preußen die Trennung von Verwaltung und Justiz angeordnet. Diese war im Herzogtum Nassau nicht gegeben. Die Ämter waren sowohl Verwaltungsbezirke als auch Gerichte erster Instanz. In Hachenburg bestand das Amt Hachenburg. Mit Verordnungen vom 26. Juni 1867 und 21. August 1867 wurde die Justizfunktion den neu geschaffenen Amtsgerichten, darunter dem Amtsgericht Hachenburg übertragen. Das Amtsgericht Hachenburg war zunächst dem Kreisgericht Dillenburg nachgeordnet.
Zum 1. Oktober 1879 traten die Änderungen des Gerichtsverfassungsgesetzes in Kraft. Das Amtsgericht Hachenburg blieb bestehen, anstelle des aufgelösten Kreisgerichtes Dillenburg trat nun aber das Landgericht Neuwied.
Mit dem preußischen Gesetz vom 23. Juni 1933 wurde das Landgericht Neuwied aufgehoben. Das Amtsgericht Hachenberg wurde dem Bezirk des Landgerichts Limburg zugeordnet. 1943 wurde das Amtsgericht Marienberg stillgelegt und dessen Arbeit vom Amtsgericht Hachenburg mit übernommen. 1945 das Amtsgericht Marienberg wieder eröffnet. Da Hachenburg nun Rheinland-Pfalz zugeordnet war und Limburg an der Lahn Hessen, wurde das Amtsgericht Hachenburg dem Gerichtsbezirk des Landgerichtes Koblenz zugeordnet.
Im Rahmen der Gebietsreform wurden die Amtsgerichte Rennerod und Wallmerod zum 1. Januar 1967 aufgelöst und dafür das Amtsgericht Westerburg errichtet. Das Amtsgericht Marienberg wurde zum gleichen Termin dem Amtsgericht Hachenburg zugeschlagen, bevor auch dieses zum 1. April 1973 mit Westerburg zusammengelegt wurde.